# Gran Premi d'Espanya de Motocròs 250cc 1966
L'edició de 1966 del Gran Premi d'Espanya de Motocròs 250cc fou la 5a d'aquesta prova. Organitzat per la Penya Motorista 10 x Hora, el Gran Premi era la primera prova del Campionat del Món d'aquell any i tingué lloc el cap de setmana del 26 i 27 de març al Circuit de Santa Rosa, a Santa Coloma de Gramenet. Hi participaren 42 pilots de 13 països diferents (cinc dels quals catalans) i hi assistiren nombrosos espectadors.

## Curses

### Primera mànega
| Posició | Pilot              | Motocicleta |
| ------- | ------------------ | ----------- |
| 1       | Viktor Arbekov     | ČZ          |
| 2       | Don Rickman        | Bultaco     |
| 3       | Torsten Hallman    | Husqvarna   |
| 4       | Leonid Shinkarenko | CZ          |
| 5       | Fritz Betzelbacher | Montesa     |
| 6       | Oriol Puig Bultó   | Bultaco     |
| 7       | Pere Pi            | Montesa     |
| 8       | Kurt Statzinger    | CZ          |
| 9       | Aimo Lehtinen      | Husqvarna   |
| 10      | Erwin Schmider     | CZ          |

### Segona mànega
| Posició | Pilot              | Motocicleta |
| ------- | ------------------ | ----------- |
| 1       | Viktor Arbekov     | ČZ          |
| 2       | Torsten Hallman    | Husqvarna   |
| 3       | Olle Pettersson    | Husqvarna   |
| 4       | Don Rickman        | Bultaco     |
| 5       | Oriol Puig Bultó   | Bultaco     |
| 6       | Fritz Betzelbacher | Montesa     |
| 7       | Bryan Wade         | Greeves     |
| 8       | José Sánchez       | Bultaco     |
| 9       | Jorma Jarvinen     | Husqvarna   |
| 10      | Pere Pi            | Montesa     |

## Classificació final
| Posició | Pilot              | Motocicleta | 1a Mànega | 2a Mànega | Punts |
| ------- | ------------------ | ----------- | --------- | --------- | ----- |
| 1       | Viktor Arbekov     | ČZ          | 1r        | 1r        | 2     |
| 2       | Torsten Hallman    | Husqvarna   | 3r        | 2n        | 5     |
| 3       | Don Rickman        | Bultaco     | 2n        | 4t        | 6     |
| 4       | Fritz Betzelbacher | Montesa     | 5è        | 6è        | 11    |
| 5       | Oriol Puig Bultó   | Bultaco     | 6è        | 5è        | 11    |
| 6       | Pere Pi            | Montesa     | 7è        | 10è       | 17    |
| 7       | Erwin Schmider     | CZ          | 10è       | 11è       | 21    |
| 8       | Kurt Statzinger    | CZ          | 8è        | 14è       | 22    |
| 9       | Bryan Wade         | Greeves     | 16è       | 7è        | 23    |
| 10      | José Sánchez       | Bultaco     | 18è       | 8è        | 26    |